# 閩都別記
《閩都別記》（平話字：Mìng-dŭ Biék Gé）是一部清代以福州方言的長篇章回體傳奇小說。該書是福州評話的說書人以當地民間傳說參照歷史故事寫成的話本，為福建現存篇幅最長的章回體小說。全書一共四百回，一百二十多萬字；其中第二百回重複，實際上一共四百零一回。該書保存了大量的歷史資料，可補正正史、方志的不足，是研究福建地方史和社會學、民俗學及語言學的重要參考材料。
該書前二百四十回又名《雙峰夢》，成書於清代中葉，以唐末宋初福州周朴、吳勖兩家族成員的經歷為主線。內有林仁翰等人漂流海外諸國的描寫，明顯受到神魔小說《鏡花緣》的影響。第二百四十一回之後的部分為續寫，講述宋代至清朝初年的一系列故事，成書時間不會超過光緒時期。該小說描寫了福建（尤其是福州十邑地區）的社會生活，內穿插了大量的民間傳說、歷史故事、地方掌故、風俗習慣、名勝古跡、俚謠俗諺、以及方言俗語等等。但內容不限於福建，往往涉及外省及外國，並與中國政治發展變遷相呼應，如漢人開拓台灣、鄭和下西洋、閩人三十六姓移居琉球等等。
該書署名「里人何求纂」，其真實身份不詳，可能是真名，也有可能是僞托之名，亦有可能多名文人集體編著時使用的名字，目前學界尚無定論。該書中在敘述古跡題詠之時常附有署名為「拂如氏」所寫的五七言詩，首位整理這部小說的舉人董執誼認為，這位「拂如氏」應當即是作者「里人何求」。廈門大學學者傅衣凌指出，拂如氏是否即是作者史無明文，然而第七回拂如氏「九仙山詩」中有「吾宗伯仲九神仙」一句，可以推斷拂如氏與何氏九仙同為何姓。

## 版本
《閩都別記》最早僅僅只以手抄本的形式在福州文人中間流行。清朝末年，居住衣錦坊的舉人董執誼（號藕根齋）搜集了三坊七巷數家所藏的手抄本之後對其進行整理訂正，用銷鏹紙手抄並油印出版。此書一經出版，便與《榴花夢》一同成為福州租書舖的熱門書籍。之後，董執誼於宣統辛亥年（1911年）出版了石印本。民國三十五年（1946年），福州萬國出版社出版鉛字本。
中華人民共和國成立後，福建人民出版社於1987年出版了《閩都別記》簡化字版本，共計上中下三冊。2008年，出版《閩都別記》珍藏本上下兩冊。

## 外部連結
- 介紹一本奇書——《閩都別記》
- 『閩都別記』から見る福建の地域文化